# مسالینا، مسالینا!
مسالینا، مسالینا! (ایتالیایی: Messalina, Messalina!) یک فیلم کمدی سکسی سبک ایتالیایی و شمشیر و صندل به کارگردانی برونو کوربوچی است که در سال ۱۹۷۷ منتشر شد.

## گزیدهٔ بازیگران
- آنکا دی لورنزو در نقش مسالینا
- ویتوریو کاپریولی در نقش کلودیوس
- لوری واگنر[۲] در نقش آگریپینای کوچک
- جانکارلو پرته
- لینو توفولو
- بومبولو
- سال بورجسه
- لوکا اسپورتلی
- مارکو تولی